# Mianwali
Mianwali (in urdu مِيانوالى) è una città del Pakistan, situata nella provincia del Punjab.